# Frente das Montanhas Nafusa
As Batalhas de Zintane ou Frente das Montanhas Nafusa foram uma série de batalhas que ocorreram em volta da cidade de Zintane em 2011 na Líbia.